# Maciej Kubicki
Maciej Kubicki – polski chemik, prof. dr hab. nauk chemicznych. Profesor nadzwyczajny Zakładu Krystalografii Wydziału Chemii Uniwersytetu im. Adama Mickiewicza w Poznaniu.

## Życiorys
W 1986 ukończył studia w zakresie fizyki na Uniwersytecie im. Adama Mickiewicza. 28 czerwca 1991 uzyskał doktorat dzięki pracy pt. Badania konformacyjne związków modelowych dla procesu deoksygenacji orellaniny, a 28 października 2005 habilitował się na podstawie oceny dorobku naukowego i pracy zatytułowanej Hierarchia oddziaływań międzycząsteczkowych w kryształach molekularnych. 14 sierpnia 2014 został zatrudniony na stanowisku profesora nadzwyczajnego w Zakładzie Krystalografii na Wydziale Chemii Uniwersytetu im. Adama Mickiewicza w Poznaniu. Jest recenzentem 5 prac doktorskich oraz 5 prac habilitacyjnych.

## Wybrane publikacje
- 1998: Regioselective Bromination of multiflorine and Structure of Molecular Complex of 3-bromo-multiflorine with Succinimide[1]
- 2005: Self-assembly and Characterization of Grid-Type Copper(I), Silver(I) and Zinc(II) Complexes[1]
- 2005: Spectroscopy and photophysics of flavin-related compounds: 3-benzyl-lumiflavin[1]
- 2008: Synthesis, structure and catalytic activity of the first iridium(I) siloxide vs. chloride complexes with 1,3-mesitylimidazolin-2-ylidene ligand[1]
- 2008: Flavin-related compounds: 3-ethyl-lumiflavin. Combined DFT, NMR, X-ray and EI Mass spectral study[1]
- 2011: R free Factor and Experimental charge density analysis 1-(2’-aminophenyl)-2-methyl-4-nitroimidazole: a crystal structure with Z’=2[1]
- 2015: New vanadium complexes with 6,6-dimethyl-2,2':6',2-terpyridine in terms of structure and biological properties[1]
- 2018: Coordination properties of N, N ′-bis(5-methylsalicylidene)-2-hydroxy-1,3-propanediamine with d- and f-electron ions: crystal structure, stability in solution, spectroscopic and spectroelectrochemical studies[1]